# Antonstál
Antonstál je lovecký zámek v Bílých Karpatech, situovaný 12 km od Nemšové nedaleko hranic s Českem. Zámek patří mezi účelová zařízení lesní pedagogiky a rekreace.

## Historie
V přírodním prostředí chráněné krajinné oblasti Bílé Karpaty, na území bývalého Brumovského panství postavila na konci 19. století rodina pivovarníka Antona Drehera rozsáhlejší dřevěný lovecký zámeček Antonstál. Jako vášnivý myslivec se věnoval chovu divokých a jelení zvěře ve více oborách a završením jeho aktivit bylo v letech 1937 - 1943 vybudování mysliveckého zámku Antonstál.
Stavbu navrhl architekt Augustin Danielis a vedla ji Edeltruda Kulmerová Dreherová. Po dobudování se stal místem zimních honů podnikatelů, významných osobností a šlechty, dokud ho v 50. letech 20. století nezkonfiskoval československý stát. Byla zde zřízena učňovská škola pro dřevorubce a v současnosti je objekt ve správě státního podniku Lesy Slovenské republiky.